# Opening 64
Schaakvereniging Opening '64, in het kort Opening '64, is een schaakvereniging uit Sint Pancras, Noord-Holland. De vereniging is opgericht op 19 oktober 1964 door de heer C. Marees.
De vereniging organiseert op vrijdagavond een interne competitie voor zowel senioren- als voor jeugdleden in dorpshuis De Geist. Er wordt ook lesgegeven aan alle niveaus, onderverdeeld in 5 groepen. 
In het seizoen 2009/2010 deden er 28 seniorenleden mee aan de interne competitie. Hiervan speelden er 11 leden in de Hoofdklasse en 17 leden in de Promotieklasse. In het seizoen 2009/2010 speelden er 47 jeugdleden in de interne jeugdcompetitie waarvan 12 in de Koningsgroep en 35 in de Damegroep. De Koningsgroep is voor jeugdleden die lessen volgen in stap 4, 5 en 6. De damegroep voor jeugdleden die les volgen in de stappen 1, 2 en 3.
Opening '64 neemt elk jaar deel aan de bondscompetitie van de Noord-Hollandse Schaakbond (NHSB). In het seizoen 2011/2012 brengt de schaakvereniging drie achttallen op de been. Het eerste achttal van Opening '64 speelt in de eerste klasse van de NHSB. Het tweede achttal in de 3e klasse en het derde achttal in de 4e klasse.

## NHSB Bondscompetitie

### Eerste Achttal
In de Noord-Hollandse Schaakbond Bondscompetitie speelt het eerste team van Opening '64 al jaren mee.
In het seizoen 1992-1993, werd het eerste achttal eerste in de vierde klasse (B), dit seizoen werd er geen enkele wedstrijd verloren, wel speelde het team dit seizoen gelijk tegen S.H.S.
Na negen jaren te hebben gespeeld in de derde klasse, promoveert het eerste team in het seizoen 2001-2002 door tweede te eindigen in de derde klasse (C).
Na acht jaar niet hoger dan de 3e plaats te hebben bereikt in de tweede klasse, behaalt Opening '64 in 2009-2010 het kampioenschap in de tweede klasse (B). Het team wint alle wedstrijden op één gelijkspel na tegen het eerste team van Bakkum.

#### Noemenswaardige Uitslagen
- In het seizoen 1991-1992 werd er tegen Bergen 3 de uitslag 8-0 behaald, de hoogst mogelijke uitslag in een achttal wedstrijd.
- De uitslag 8-0 werd geëvenaard in het seizoen 1992-1993 tegen het derde team van Schaakgroep Koedijk
- In het seizoen 2004-2005 werd er verloren met 0.5-7.5 tegen het tweede team van de Lange Rokade. Pim Verkerk (Rating 1694) redde de eer door remise te spelen tegen Marten Coerts (rating 1903)